# Paul Pascon
 (avril 2017).
Si vous disposez d'ouvrages ou d'articles de référence ou si vous connaissez des sites web de qualité traitant du thème abordé ici, merci de compléter l'article en donnant les références utiles à sa vérifiabilité et en les liant à la section « Notes et références ».
Paul Pascon, né à Fès en 1932 et mort le 21 avril 1985 à proximité de Sani (Mauritanie) à la suite d'un accident de la route, est un sociologue marocain. 
Universitaire engagé dans la diffusion des connaissances sur la société rurale marocaine et actif à travers des méthodes de recherche-action, ses travaux inspireront une génération de chercheurs marocains en sciences sociales et formeront une contribution importante à la connaissance de la société rurale marocaine à travers des monographies historiques et sociales qui marqueront la genèse d'une sociologie post-coloniale au Maroc. 
Investi dans la formation autant que dans la recherche et la publication il a été le professeur et le collègue de très nombreux chercheurs en sciences sociales marocains comme Abdellah Hammoudi, Hassan Rachik ou Mohamed Tozy.

## Biographie

### Milieu familial et formation (1932-1953)
Paul Pascon est né au sein d'une famille française installée au Maroc pendant le protectorat français sur le pays. Son père était ingénieur des travaux publics, alors que le grand-père, paysan, tenait une ferme modeste dans la plaine du Saïs. En 1953, il décroche son baccalauréat et s’inscrit d’abord à l’Institut des hautes études marocaines (IHEM), seul établissement d’études supérieures au Maroc qui forme les cadres du protectorat. Selon Mohamed Tozy, "Il espérait y trouver les moyens de répondre à son besoin de grands espaces et à la poursuite qui l’avait conduit à effectuer en autodidacte sa première enquête sociologique sur le système des droits d’eau dans l’oued Drâa et l’oued Ziz".
Il quitte l'IHEM une année plus tard pour continuer ses études en métropole. Entretemps, il a participé à quelques enquêtes initiées par les services de la Résidence sur l’émigration des Soussi (Sud du Maroc) vers les mines de Jarrada (Oriental). En France il opte, en l’absence d’une filière sociologique, pour la biologie et ce n’est qu’en 1956 qu’il va intégrer le département de sociologie nouvellement créé à Paris pour suivre les enseignements de Georges Gurvitch. C’est dans ce cadre qu’il participe à sa première enquête en France sur l’attitude des ouvriers de la sidérurgie à l’égard des changements techniques (1955-57) aux côtés d’Alain Touraine. Sa double formation de biologiste et de sociologue explique en partie sa singularité, son attachement à l’observation du détail, sa pratique du dessin et de la représentation graphique et surtout sa préférence pour l’action et l’expérimentation sur le terrain.

### Les années post-indépendance du Maroc (1956-1960)
À l’indépendance, en 1956, Paul Pascon va revenir au Maroc, une fois ses études terminées. Il choisit de rester marocain et sera naturalisé à la fin des années 1950 sous le gouvernement de gauche d’Abdallah Ibrahim (le décret sortira en 1964). Il sera très vite mis à contribution pour combler le vide laissé par le départ des fonctionnaires coloniaux. Il occupera plusieurs postes de responsabilité qui vont être autant de lieux d’observation pour sa future carrière de sociologue. 
Il liera dans un premier temps son destin à celui du parti communiste marocain, au sein duquel il va militer en se rapprochant de l'UMT, la première centrale syndicale du pays, où il va mettre en place un premier noyau de chercheurs sur le mouvement ouvrier. De son appartenance communiste, il ne va retenir que l’engagement envers les causes des dominés et une certaine façon d’approcher la réalité sociale par le biais des « rapports de production ». Au niveau de la recherche scientifique, Paul Pascon va privilégier trois choix : l’action collective et la recherche en groupe, l’approche empirique et la recherche-action.

### Les premières études sociologiques (1960-1964)
C’est au sein d’une sorte de bureau d’étude coopératif l'E.I.R.E.S.H. (Équipe Interdisciplinaire de Recherches en sciences humaines), créé au début des années 1960, qu’il va faire valoir ses qualités de leader. Il s’agit d’une coopérative ouvrière de production qui entend servir exclusivement les besoins de l’État en études aussi bien sociologiques qu’économiques. Le premier point d’entrée va être celui de l’O.C.P. (Office chérifien des phosphates), où il va s’intéresser aux caractéristiques sociologiques de la population minière des mines de Youssoufia et de Khouribga ainsi que les ouvriers du port de Casablanca. 

### L'expérience à l'Office national de l'irrigation (1964-1966)
Intégré à l’Office national de l’irrigation – qui venait d’être créé dans le cadre d’une politique socialisante du gouvernement Abdallah Ibrahim qui avait pris des engagements précis pour une réforme agraire, une modernisation du monde rural et la mise en place d’un secteur public fort – il va être une des grandes chevilles ouvrières de la réflexion menée sur l’opération bour en mettant en place les premières mesures d’une politique d’irrigation et de mécanisation des zones de céréaliculture associée à une redistribution des terres récupérées aux agriculteurs.
À l’Office national d’irrigation (ONI), il commence par diriger une cellule de vulgarisation puis il est affecté à Marrakech au sein du premier Office régional de mise en valeur agricole (office du Haouz), en 1964. Il va y donner libre cours à une démarche d’expérimentation sociale. Il met en place des essais sur les coopératives intégrales, en passant par des essais sur des coopératives avec parcelles individuelles, sur des fermes de jeunes dans la région de Tamellalt et Laâttaouia et sur des comités d’autogestion sur la Tassaout. Beaucoup de ces expérimentations vont échouer, mais Paul Pascon en tirera des enseignements précieux sur le caractère très fragmenté de la réalité marocaine, sur la centralité du politique, sur le poids de l’histoire et sur la nécessité d’une connaissance sociologique préalable du milieu avant toute action.
Après la direction de l'Office du Haouz, il sera nommé à la tête de l'Office du Gharb pour la mise en place du projet Sebou, soutenu par la F.A.O., qui consiste en la réallocation de plusieurs dizaines de milliers d'hectares de terres agricoles du Gharb (50 000 ha) appartenant auparavant à d'anciens colons ou des caïds, pour les distribuer à des paysans. Le projet se heurtera à des intérêts locaux puissants et Pascon donnera sa démission au bout de 28 jours.

### Enseignant à l'Institut agronomique et vétérinaire Hassan II (1970-1985)
Après ces expériences au sein d'offices étatiques pendant lesquelles il expérimente les contradictions institutionnelles et politiques. Il est recruté en 1970 en tant qu'enseignant chercheur en sociologie rurale à l'institut agronomique et vétérinaire Hassan II à Rabat dans lequel il contribuera à la conception de nouveaux formats pédagogiques notamment les différents stages pour étudiants (stages de découverte de la nature, d'initiation à l'enquête, du ruralisme et du développement) qui permettent aux futurs agronomes de découvrir les réalités des modes d'interaction sociale et de production des sociétés rurales. 
En 1976 il soutient une thèse d'État en sociologie portant sur le Haouz de Marrakech qui deviendra un ouvrage de référence. Après que les formats pédagogiques de stage aient pris leur rythme de croisière à l'IAV Hassan-II, il se consacre pleinement à un travail théorique sur la description de la société marocaine. C'est à cette époque que Jacques Berque lui demande une postface à sa seconde édition de son ouvrage devenu célèbre, les structures sociales du Haut-Atlas (1978). Au début des années 1980 il crée une nouvelle direction au sein de l'institut agronomique et vétérinaire Hassan 2 la Direction de développement rural (DDR) regroupant de nombreux chercheurs pluridisciplinaires menant des projets contractuelles de recherche-action, une partie de ces équipes ont été créées pour continuer le même type d’action une ONG nationale : Targa-aide.

## La«maison d'Illigh»et les apports théoriques à la sociologie marocaine
En 1965, à l'occasion de pérégrinations, Paul Pascon fait la connaissance de la lignée d'une famille de chorfas dirigeant la Zaouïa d'Illigh (Tazeroualt), une confrérie soufie du sud du Maroc dont les archives et l'histoire lui permettront d'apporter un nouvel éclairage sur l'histoire de ce territoire mais aussi plus largement sur la nature des relations que le pouvoir sultanien entretenait avec les tribus ou les confréries religieuses pendant la période pré-coloniale. L'aboutissement de ses travaux publiés dans l'ouvrage la Maison d'Illigh, une histoire sociale du Tazerwalt  met en lumière les jeux d'acteurs locaux et les stratégies de préservation de ce que Pascon va appeler le « capital symbolique ». Ce capital symbolique, qui peut être la sainteté du lignage ou les ressources en connaissances et interprétation des textes religieux, est un enjeu de pouvoir puissant dans les territoires sur lesquels la Zaouïa exerce son influence. Il lui permet de mobiliser des ressources dans la lutte contre d'autres influences politiques et sociales.
À travers ces travaux, Pascon intervient indirectement  dans la controverse théorique entre anthropologues sur les mérites de l'approche segmentaire opposant l'approche positiviste de Ernest Gellner décrivant les systèmes de tribus au Maroc comme le système central des liens politiques, et l'approche culturaliste de Clifford Geertz qui, à travers ses travaux sur la sainteté et les lignages saints, décrit la position d'arbitrage importante de ces lignages dans le jeu politique.
Paul Pascon forgera également le concept de « société composite » pour décrire la société marocaine, fabriquée selon lui à travers différents modes de production qu'il soit tribaux, capitalistes ou familiaux participant chacun à former des composantes sociales différentes à l'intérieur des territoires.

## La chaire Paul Pascon pour les sciences sociales
Trente ans après l'accident qui lui a coûté la vie, d'anciens étudiants de Paul Pascon ont rendu hommage à ses travaux et à sa mémoire à travers la création d'une chaire académique au sein du Centre de Recherche Économie, Société Culture (CRESC). La chaire dirigée par Hassan Rachik organise à la fois la transmission de la mémoire des travaux de Paul Pascon mais elle  permet également d'organiser de la formation doctorale en sociologie rurale ainsi que des publications de livres de sciences sociales.